# Croton nobilis
Espèce
Croton nobilis est une espèce de plantes à fleurs du genre Croton et de la famille des Euphorbiaceae présente à l'est et au sud-est de Madagascar.
Il a pour synonymes :
- Croton nobilis var. delphinensis, Leandri, 1939
- Oxydectes nobilis, (Baill.) Kuntze